# Almeberget
Almeberget este o arie protejată (arie specială de conservare — SAC, sit de importanță comunitară — SCI) din Suedia întinsă pe o suprafață de 68,7 ha, integral pe uscat.

## Localizare
Centrul sitului Almeberget este situat la coordonatele 56°51′08″N 12°53′43″E / 56.8522°N 12.8952°E.

## Înființare
Situl Almeberget a fost declarat sit de importanță comunitară în ianuarie 2002 pentru a proteja un număr necunoscut de specii din flora spontană și fauna sălbatică aflate în arealul zonei. Situl a fost protejat și ca arie specială de conservare în martie 2011.

## Biodiversitate
Situată în ecoregiunea boreală, aria protejată conține 4 habitate naturale: Mlaștini împădurite, Păduri de fag Luzulo-Fagetum, Lacuri și iazuri distrofice naturale, Păduri caducifoliate de mlaștină fino-scandinave.
La baza desemnării sitului se află un număr nedeclarat de specii protejate.